# مسجد المغاربة
بالإضافة إلى قبة الصخرة والجامع القبلي، يضم المسجد الأقصى المبارك حوالي 200 معلم آخر تقع ضمن حدوده، ما بين مساجد ومبان وقباب ومدارس ومصاطب وأروقة وسبل ماء ومنابر ومآذن ومحاريب وآبار ومكتبات وأبواب. و من بين هذه المعالم نجد مسجد المغاربة الواقع في الزاوية الجنوبية الغربية من المسجد الأقصى.

## مسجد المغاربة
أو مسجد البراق بناء قديم جدا يقع في الرواق الغربي للمسجد الأقصى المبارك، إلى الجنوب من باب المغاربة، بناه صلاح الدين الأيوبي سنة 590هـ- 1193م, لصلاة المالكية. ويستعمل اليوم ومنذ عام1939، بأمر من المجلس الإسلامي الأعلى كقاعة عرض لأغراض المتحف الإسلامي ومقتنياته. ويحوي المتحف آثارا كثيرة من العهود المختلفة للحكم الإسلامي لبيت المقدس, وبداخله ما تبقى من آثار منبر نور الدين زنكي بعد احتراقه على يد اليهود سنة 1969م.

## التسمية
حمل هذا المسجد [إضافة إلى الحائط و الباب] اسم “المغاربة” بعد قرون من الزمان بسبب أن طليعة من مجاهدي المغرب العربي تركت أوطانها وشدّت رحالها إلى المسجد الأقصى للرباط في رحابه المباركة صيانة له ودفاعا عنه من اعتداءات الصليبيين الأوروبيين.
وسُميّ بمسجد البراق بسبب أن الرسول صلى الله عليه وسلم قام بربط دابة البراق التي حملته من المسجد الحرام إلى المسجد الأقصى في حائط البراق [حائط المغاربة] خلال رحلة الإسراء ، ثم ترجل عنها ودخل إلى المسجد الأقصى من باب سُميَّ على ضوء ذلك باسم باب النبي ، إلاّ أن هذا الباب بات يعرف فيما بعد باسم باب المغاربة. وقد سُميّ بمسجد المغاربة لتواجده بحارة المغاربة.

## عمارة مسجد المغاربة
رجّح مجير الدين الحنبلي أن يكون جامع المغاربة من بناء عمر بن الخطاب، ومن المحتمل أنه من أثر البناء الأموي ويجاور باب المغاربة. ويشير طراز بنائه إلى أنه جُدّد في العصر العثماني، كما يبدو في نقش كتابي كتب على الرخام بأعلى مدخله الشرقي وكان ذلك في عهد السلطان عبد العزيز خان بن السلطان محمود خان. ويتكون هذا الجامع من بيت للصلاة، وهو بيت مستطيل الشكل، ويمتد من الشمال إلى الجنوب وله مدخل شمالي، ومدخل شرقي. وقد غُطي بطريقة الأقبية المتقاطعة باستثناء المنطقة التي تلي المدخل الشرقي مباشرة. وتقوم عليها قبة ضحلة كبيرة، تمثل القباب في العصر العثماني. وله محراب جميل في منتصف واجهته الجنوبية، وقد فتحت حنيته الآن، وحولت إلى ممر يؤدي إلى القاعة الجنوبية من المتحف الإسلامي. وبقيت معظم عناصره المعمارية، حيث نشاهد طاقية المحراب، وعمودين من الرخام، يحفان بجانبيه.
والتخطيط الداخلي لجامع المغاربة يتكوّن من قاعة مسقطها الأفقي مستطيل، تمتد من الشمال إلى الجنوب وتتألف هذه القاعة من سبعة مسطحات مختلفة الأحجام سقفت بأقبية برميلية. وخضع الفراغ الأوسط الذي يلي مباشرة المدخل الواقع في الواجهة الشرقية للتعديل، فغُطي بقبة مركزية ضحلة تتفق والطراز العثماني حلّت محل القبو المتقاطع الذي كان يغطي هذا الفراغ. وبُني في نهاية القاعة عند جدارها الجنوبي محراب جميل في مكان الباب الذي كان في الأصل مدخلاً يؤدِّي إلى النصف الغربي من جامع النساء. وحينما تأسس المتحف الإسلامي في عام 1927، تم إزالة حنية المحراب، مع الاحتفاظ بطاقيته والعقد الذي يعلوها والعمودين اللذين يكتنفان المحراب من الجانبين. ومازالت جميع هذه العناصر قائمة في مكانها حتى اليوم.
في سنة 2004م، قام بعض الصهاينة الذين اعتادوا اقتحام الأقصى من باب المغاربة (والذي صادره المحتلون منذ بدء الاحتلال، ويمنعون المسلمين من استخدامه) بتكسير أعمدة رخامية أثرية قريبة من المتحف الإسلامي، يعود تاريخها إلى العصور الإسلامية الأولى، كما حدث انهيار في جداره الغربي في عام 2003م، بسبب الحفريات اليهودية في ساحة البراق القريبة.